# Miriam Mayorga
Miriam Anahí Mayorga (San Carlos de Bariloche, 20 novembre 1989) è una calciatrice argentina, centrocampista del Boca Juniors e della nazionale femminile argentina.

## Palmarès

### Club
- Campionato argentino: 9

UAI Urquiza: Clausura 2012, Final 2014, 2016, 2017-2018, 2018-2019
Boca Juniors: Transición 2020, Clausura 2021, 2022, 2023
- Superfinal: 1

Boca Juniors: 2021